# Marek Piwowarski
Marek Maciej Piwowarski (ur. 2 sierpnia 1965 w Warszawie) – honorowy konsul Rzeczypospolitej Polskiej w Puerto Plata w Republice Dominikańskiej od 14 stycznia 2011 roku. 

## Życiorys
Pułkownik Szwadronu Ratunkowego EDEREPAJUN, absolwent wydziału Mechaniczno-Technologicznego i Automatyzacji Produkcji Politechniki Warszawskiej, Wydziału Zarządzania Uniwersytetu Warszawskiego, MBA University of Illinois at Urbana Champaign USA oraz Diplome d'Etudes Superieurs Françaises Université de Nancy II Francja. Mówi biegle po angielsku, hiszpańsku, francusku oraz rosyjsku.
Wyróżniony 01.03.2010 r  przez Ministra Spraw Zagranicznych za pomoc ofiarom trzęsienia ziemi na Haiti.
Od 2011 roku czynnie pomaga i odpowiada na pytania na forum portalu internetowego poświęconemu Republice Dominikańskiej. 
Odznaczony Krzyżem Oficerskim Orderu Zasługi Rzeczypospolitej Polskiej przez Prezydenta Rzeczypospolitej Polskiej za wybitny wkład we współpracę międzynarodową oraz współpracę łączącą Rzeczpospolitą Polską z innymi państwami i narodami.
Decyzją Ministra Spraw Zagranicznych w dniu 12 lutego 2021 roku został mianowany Konsulem Generalnym Rzeczypospolitej Polskiej w Konsulacie Generalnym w Puerto Plata Republice Dominikańskiej.